# Тодорогло, Дмитрий Михайлович
Дмитрий Михайлович Тодорогло (рум. Dmitri Todoroglo; 25 ноября 1944, с. Кириет-Лунга, Бессарабия, Молдавская ССР, СССР) — молдавский государственный и политический деятель, вице-премьер-министр. Министр сельского хозяйства и пищевой промышленности Республики Молдова (2001–2005).

## Биография
Окончил Кишинёвский сельскохозяйственный институт (ныне Государственный аграрный университет Молдовы), получил квалификацию инженера-агронома.
После окончания института в 1969—1978 годах работал главным экономистом, заместителем председателя колхоза Дубоссарского района. С 1978 года занимает должности заведующего организационным отделом райкома партии и первого заместителя председателя Дубоссарского райисполкома.
С 1985 по 1986 год Тодорогло был вторым секретарем Кайнарского райкома Коммунистической партии Молдавии. Затем в 1986–1990 годах он занимал должность председателя Кайнарского районного исполнительного комитета.
В 1990—1995 годах был заведующим сектором Верховного Совета Молдавской ССР и референтом-консультантом в аппарате Парламента Республики Молдова. С 1995 года избирается депутатом Парламента Республики Молдова (по списку Партии коммунистов Республики Молдова (ПКРМ)), где занимает должности секретаря, вице-президента, председателя Комиссии по сельскому хозяйству и перерабатывающей промышленности.
19 апреля 2001 года на основании вотума доверия Парламента Республики Молдова и Указом Президента Республики Молдова Владимира Воронина Дмитрий Тодорогло был назначен заместителем премьер-министра, министром сельского хозяйства и пищевой промышленности Республики Молдова в первом правительстве Василия Тарлева.
Он занимал эту должность на протяжении всего мандата первого правительства во главе с Василием Тарлевым (с 19 апреля 2001 по 19 апреля 2005 года). После выборов в апреле 2005 года Тодорогло был избран депутатом Парламента Республики Молдова по спискам ПКРМ.
Женат, имеет одного ребенка. Считается одним из самых богатых парламентариев Республики Молдова, является шурином (братом жены) бывшего президента Владимира Воронина. Владеет турецким языком.

## Награды
- Орден Республики (1 мая 2017 года) — за долголетний безупречный труд в различных областях, заслуги перед государством и особые успехи в профессиональной деятельности[1]
- Орден «Содружество» (17 ноября 2005 года, Межпарламентская ассамблея СНГ) — за активное участие в деятельности Межпарламентской Ассамблеи и её органов, вклад в укрепление дружбы между народами государств — участников Содружества[2]